# Armand Queval
 (août 2025).
- Si vous ne connaissez pas le sujet, laissez ce bandeau (vous pouvez alors contacter les auteurs).
- Si vous supprimez le contenu mis en cause (vous pouvez préalablement contacter les auteurs),

argumentez précisément cette suppression dans la page de discussion
(un manque de référence n'est pas un argument ; une recherche réelle de référence doit avoir été effectuée, être formellement documentée).
Armand Queval, né le 22 octobre 1866 dans le 17e arrondissement de Paris et mort le 19 juin 1932 dans le 14e arrondissement de Paris, est un sculpteur et mouleur-statuaire français.

## Biographie
Fils de Pierre César Queval (1841-?) et de Christine Victoire Semmer (1841-?).
Il s'est marié le 24 octobre 1891 dans le 15e arrondissement de Paris avec Marie Louise Émilie Antonini (1867-1898) dont il eut un fils, Armand Victor Augustin Queval (1894-1915).
- Domiciles connus :
  - En 1866 : 7 rue Sauffroy prolongée, 17e arrondissement de Paris ;
  - De 1891 à 1894 : 75 rue de l'Ouest, 14e arrondissement de Paris ;
  - En 1897 : 96 rue Vercingétorix, 14e arrondissement de Paris ;

Il fut l'ami et le dernier logeur de Henri Rousseau (1844 - 1910) dit Le douanier Rousseau, peintre naïf postimpressionniste. Il est, entre autres, l'auteur du médaillon figurant sur la tombe de ce dernier, à Laval.